# Municipio de Evangeline
El municipio de Evangeline (en inglés: Evangeline Township) es un municipio ubicado en el condado de Charlevoix en el estado estadounidense de Míchigan. En el año 2010 tenía una población de 712 habitantes y una densidad poblacional de 18,66 personas por km².

## Geografía
El municipio de Evangeline se encuentra ubicado en las coordenadas 45°15′11″N 85°1′27″O / 45.25306, -85.02417. Según la Oficina del Censo de los Estados Unidos, el municipio tiene una superficie total de 38.16 km², de la cual 28,54 km² corresponden a tierra firme y (25,22 %) 9,62 km² es agua.

## Demografía
Según el censo de 2010, había 712 personas residiendo en el municipio de Evangeline. La densidad de población era de 18,66 hab./km². De los 712 habitantes, el municipio de Evangeline estaba compuesto por el 98,31 % blancos, el 0,56 % eran amerindios, el 0,14 % eran de otras razas y el 0,98 % eran de una mezcla de razas. Del total de la población el 0,28 % eran hispanos o latinos de cualquier raza.